# Réséda de Jacquin
Reseda jacquinii
Espèce
Reseda jacquinii, le Réséda de Jacquin, est une espèce de plantes à fleurs de la famille des Resedaceae et du genre Reseda. Il s'agit d'une plante annuelle ou bisannuelle d'une trentaine de centimètres de haut qui produit des grappes de fleurs blanches et des capsules pendantes. Endémique de l'Espagne et du Sud de la France, cette plante montagnarde méditerranéenne est principalement présente en Catalogne et dans les Cévennes au sein des biotopes rocailleux chargés en silice.

## Description

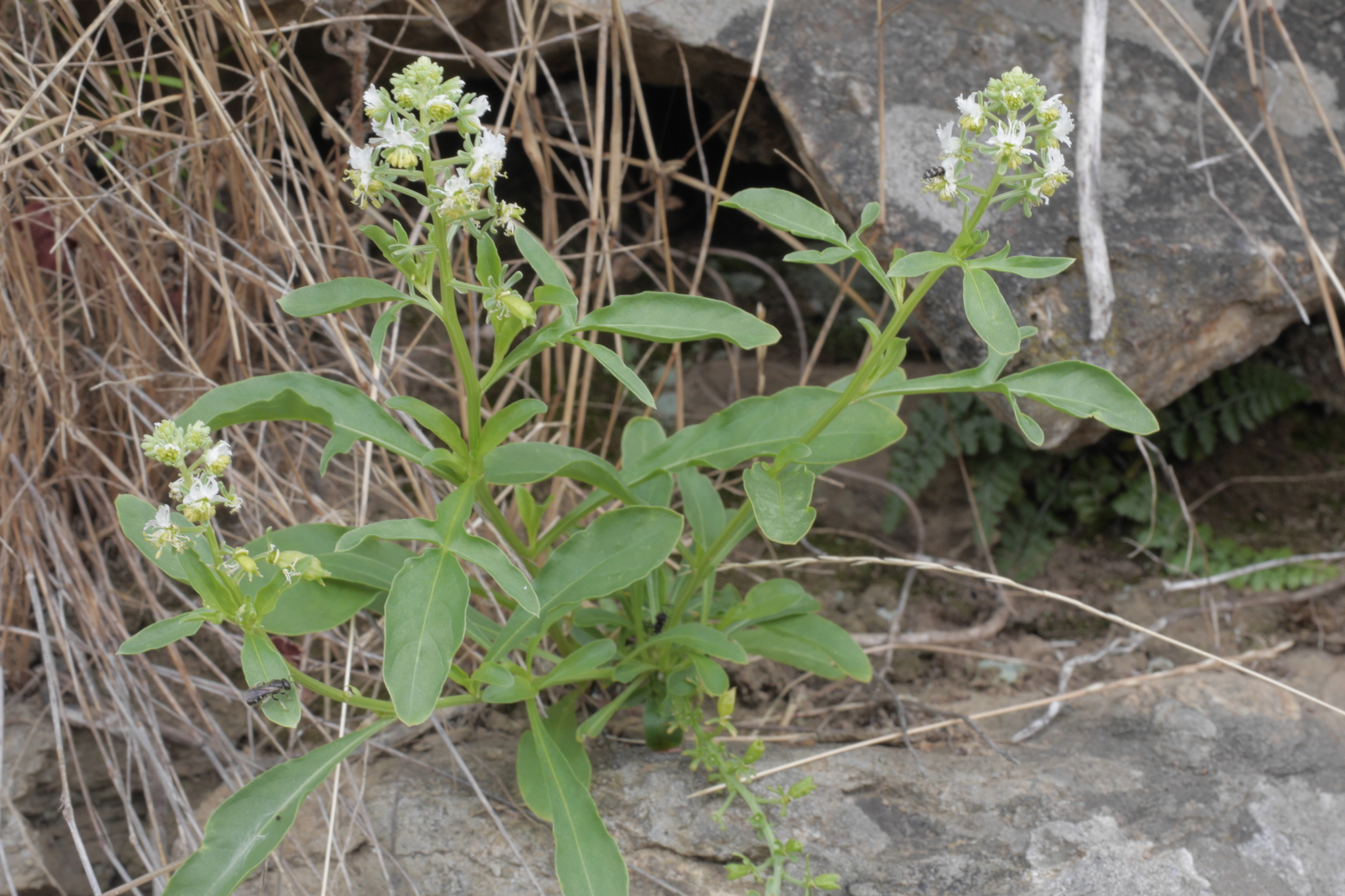
Reseda jacquinii (Ardèche, France).

Le Réséda de Jacquin est une plante annuelle ou bisannuelle vert pâle totalement glabre. Sa racine est un pivot fin. Sa tige ascendante à angles lisses mesure de 15 à 50 cm. Parfois ramifiée dès la base, elle ne l'est jamais sur ses hauteurs. Ses feuilles inférieures sont obovales à oblongues, entières et à la largeur supérieure à 2,5 mm alors que ses feuilles moyennes et supérieures présentent 3 à 5 lobes largement décurrents,,.
Ses fleurs blanchâtres sont organisées en grappes lâches et allongées. Elles sont composées de pédicelles égalant le calice ; de 6 sépales linéaires ; de 6 pétales, plus longs que le calice, aux découpures longitudinales peu nombreuses, courtes, un peu élargies ainsi que de 16 à 20 étamines, à filets non dilatés au sommet,,.
Son fruit est une grande capsule obovale, pendante, longue de 11 à 15 mm et large de 6 mm présentant 2 ou 3 dents triangulaires. Il se forme progressivement dès la pollinisation par les insectes à partir de la base de la grappe et produit de nombreuses petites graines rugueuses de 2 mm de long et colorées de gris à brun terne,,.

Reseda jacquinii, le Réséda de Jacquin
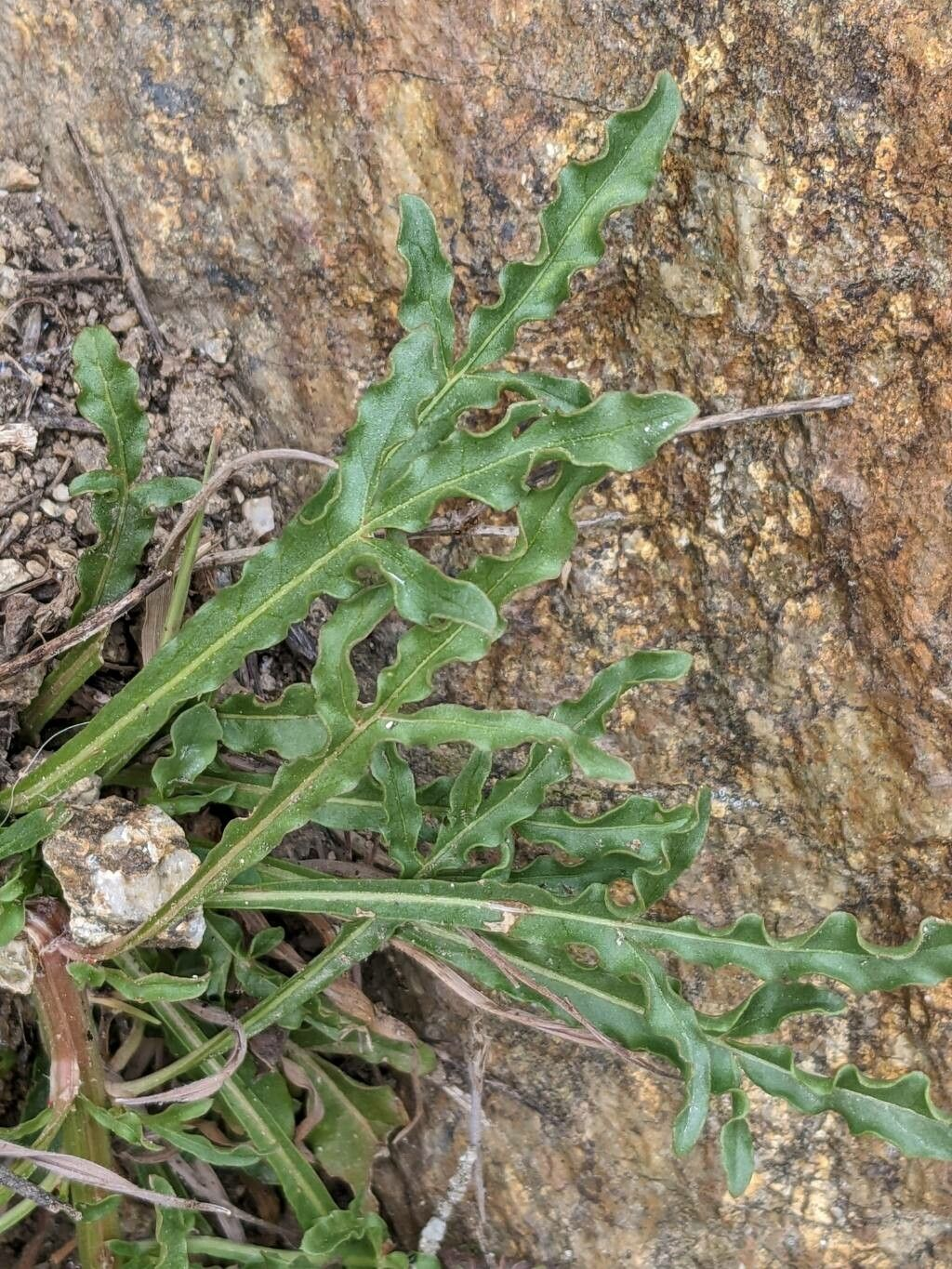
Feuilles basales et moyennes.
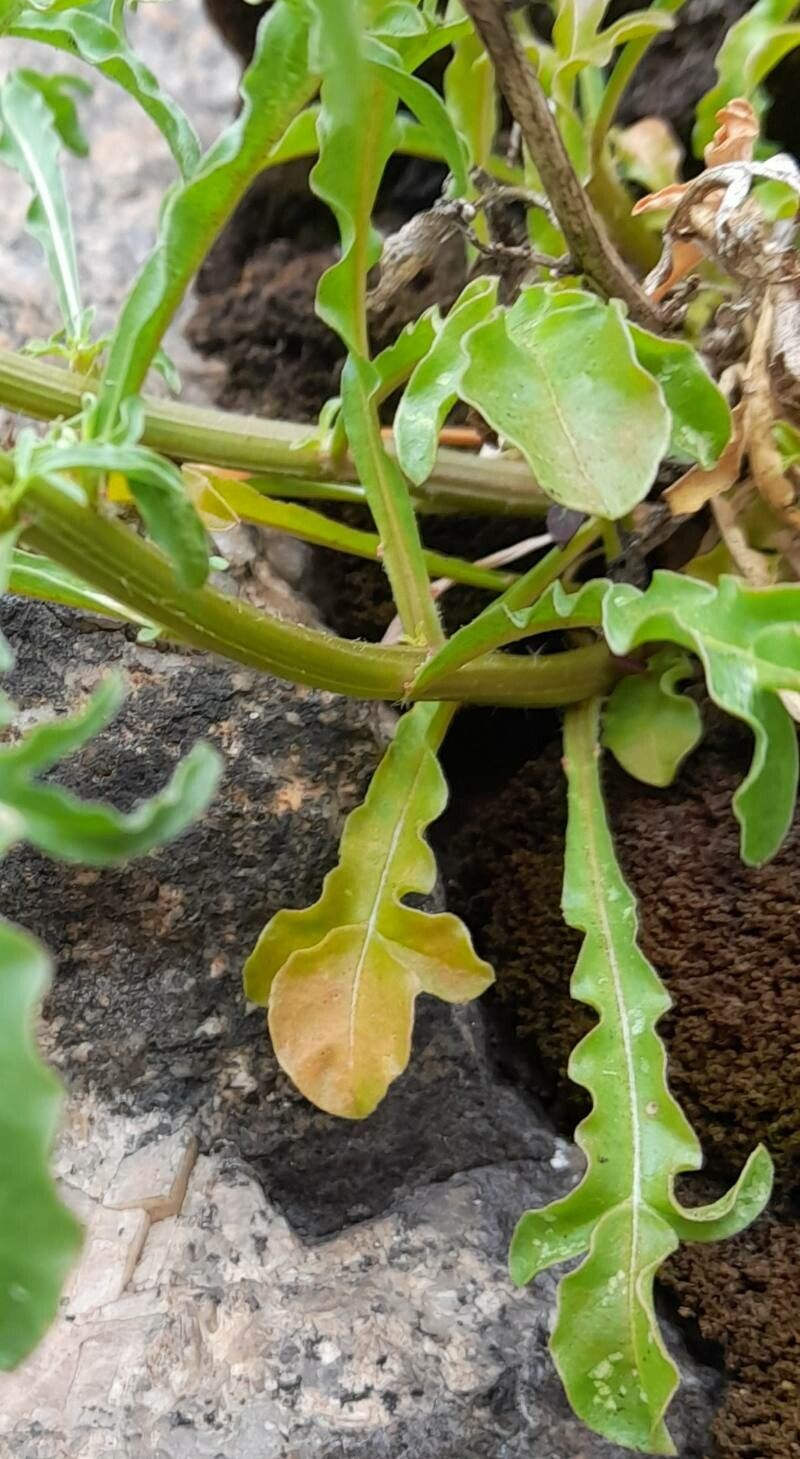
Feuilles moyennes.
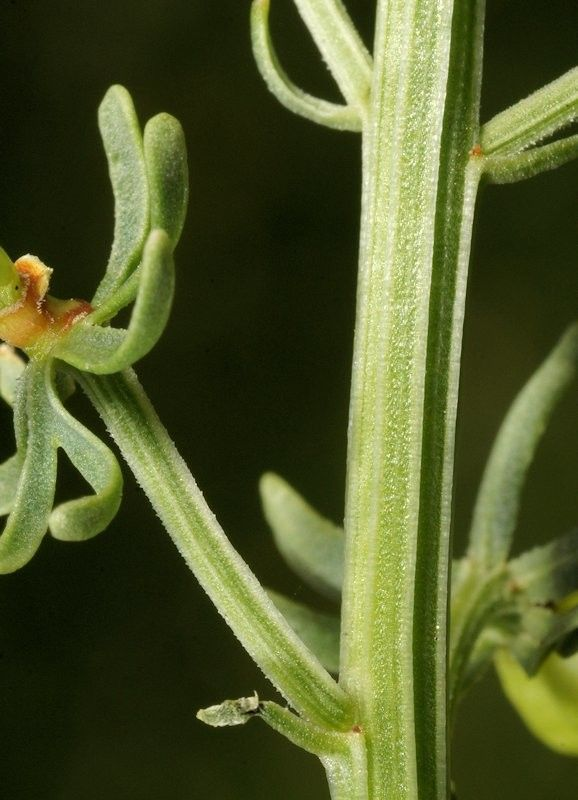
Tige.
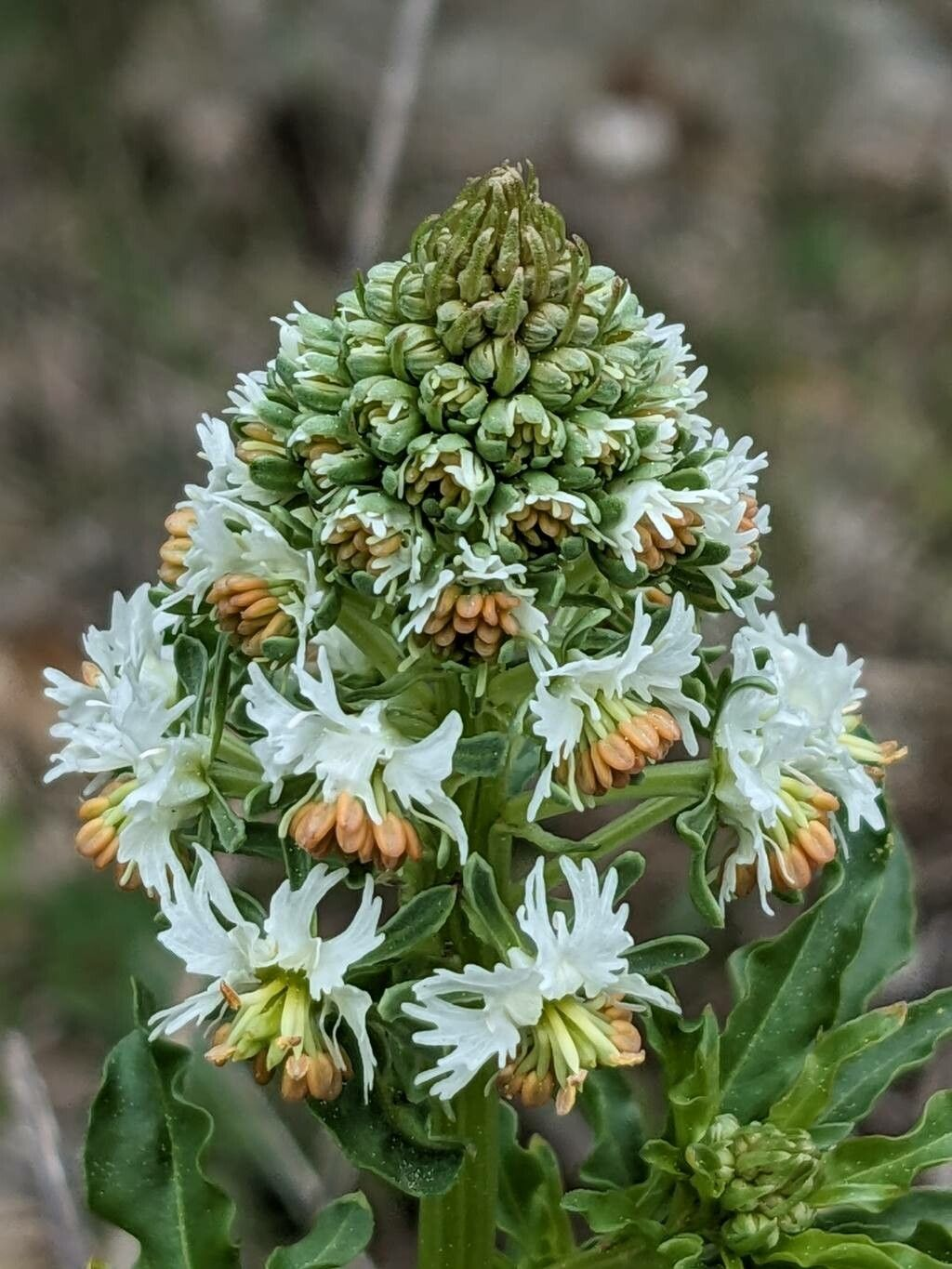
Inflorescence en début de floraison.
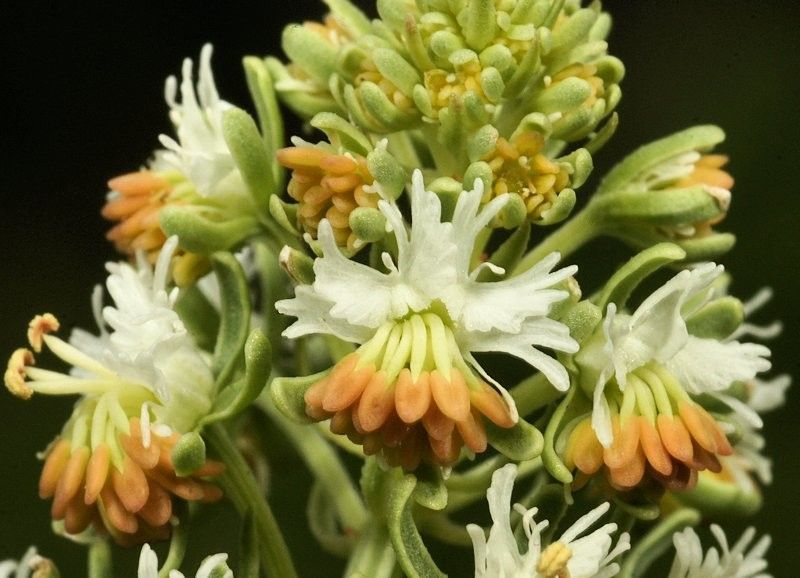
Fleurs.
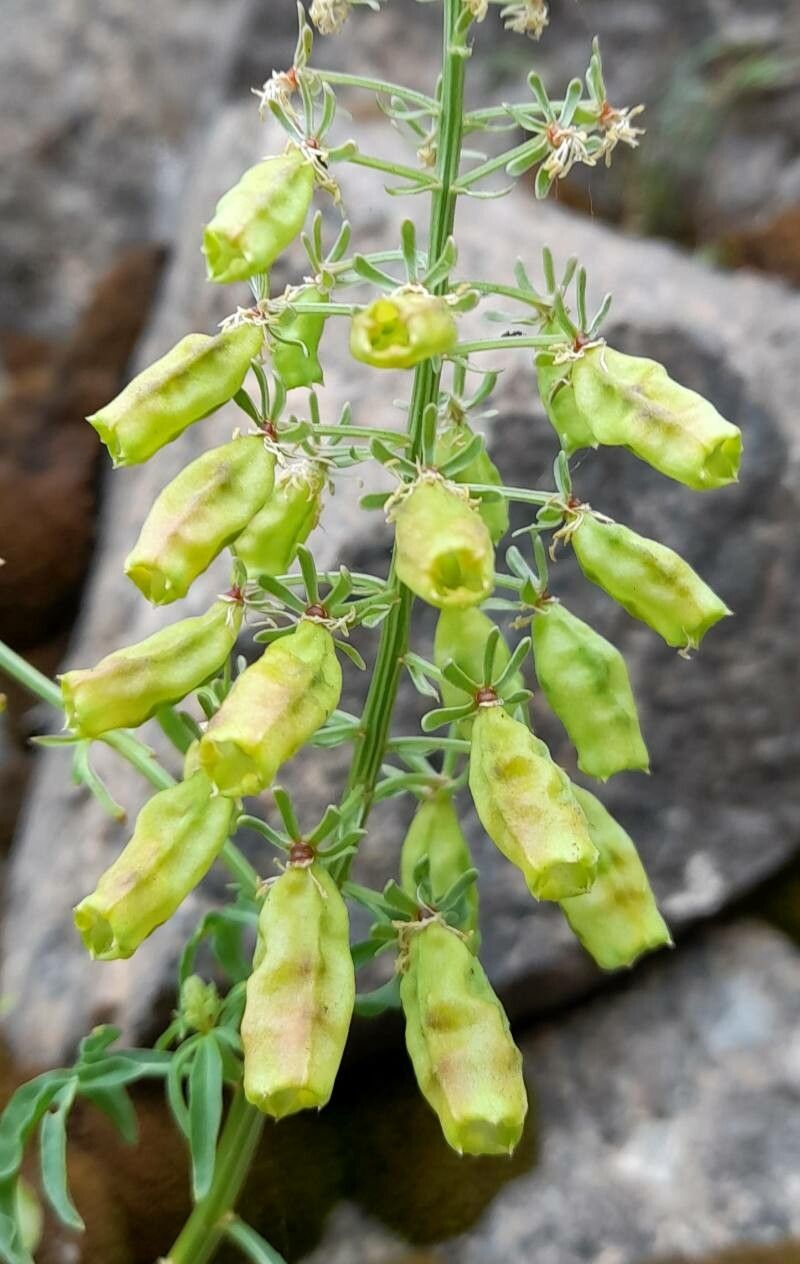
Inflorescence fructifiée.
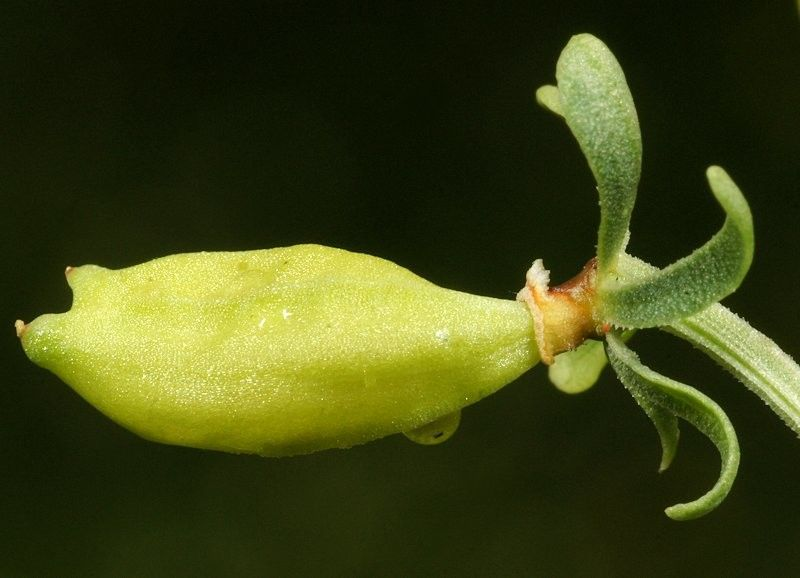
Fruit en capsule.

## Confusion possible

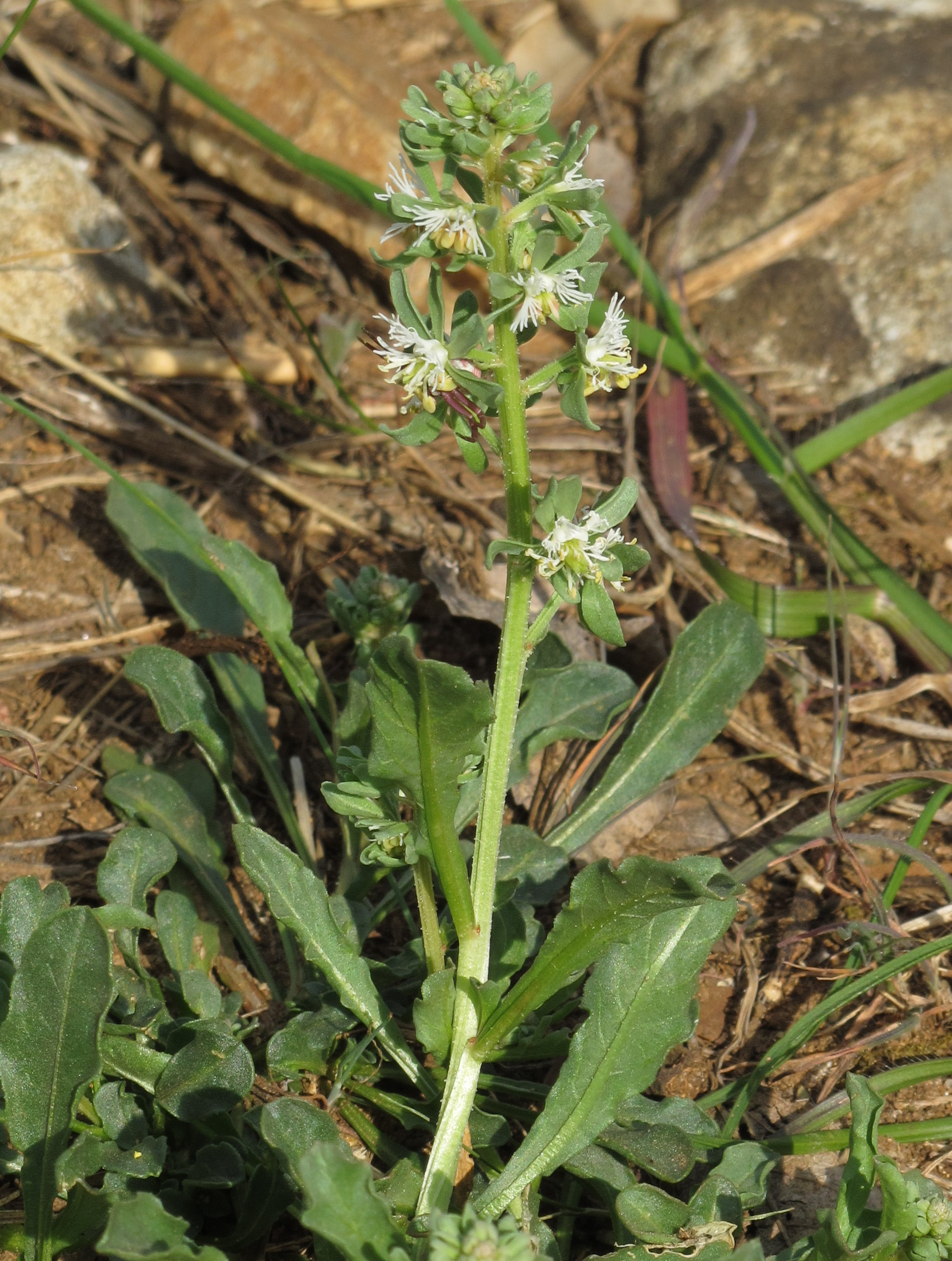
Reseda phyteuma, le Réséda raiponce, dont les feuilles moyennes et supérieures sont entières (Manerba del Garda, Italie).

Reseda phyteuma, le Réséda raiponce, est une espèce proche qui présente également des fleurs blanchâtres et qui est beaucoup plus courante notamment dans les chaumes. Reseda jacquinii s'en distingue par les lobes des pétales de ses fleurs supérieures, dont les latéraux sont larges au lieu d'être étroits ; par les filets portant ses étamines peu élargis à leur sommet ; par ses sépales stoppant leur croissance après la fructification ainsi que par ses feuilles moyennes et supérieures quasiment toujours divisées.

## Écologie et répartition

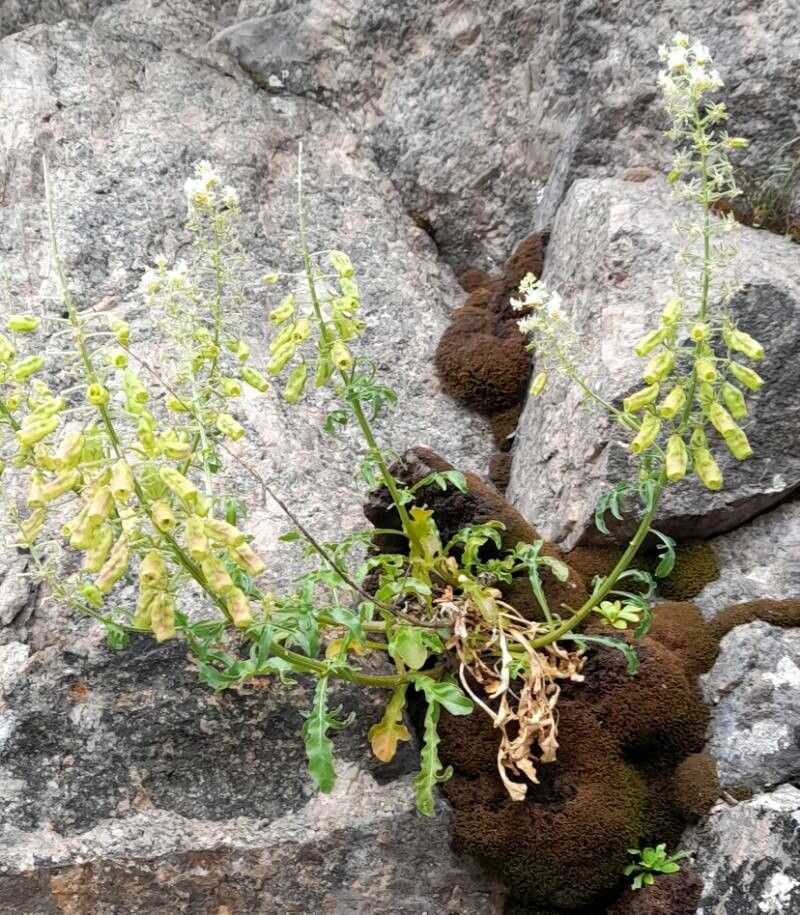
Reseda jacquinii (Lozère, France).

Le Réséda de Jacquin affectionne les biotopes thermophiles, plutôt secs, au sol pauvre et peu profond comme les rocailles, les arènes et les pentes sèches, toujours sur roche-mère silicieuse, principalement le schiste et le granite. Il pousse également dans les biotopes anthropisés tels que les champs sablonneux, les murs, les talus et les friches. Ses populations sont disséminées, jamais abondantes, dans des stations bien délimitées. Il fleurit d'avril à août, voire septembre,,.
En Espagne, bien que disséminée sur l'ensemble du pays, cette espèce est principalement présente au nord-est, notamment en Catalogne où elle est considérée comme rare et localisée sans que ses populations ne soient en danger,,. Les mentions en Grèce sont erronées.
En France, cette espèce est présente entre 200 et 1 200 m d'altitude dans les Cévennes en Lozère, en Ardèche, dans le Gard et l'Hérault ; dans la montagne Noire aux confins du Tarn, de l'Hérault, de l'Aude et de la Haute-Garonne et dans les Pyrénées-Orientales où une petite population se rencontre à Estagel,,.

## Sous-espèces
Selon Plants of the World online (POWO) (20 octobre 2023) et GBIF (20 octobre 2023) :
- Reseda jacquinii subsp. jacquinii ;
- Reseda jacquinii subsp. litigiosa (Sennen & Pau) Abdallah & de Wit, 1978[3].

La sous-espèce litigiosa, le Réséda litigieux, s'oppose à la sous-espèce jacquinii par ses feuilles plus souvent pennatiséquées, par ses pétales profondément lobés, par une certaine pilosité, par ses graines plus petites non papilleuses et par sa présence plus abondante dans les biotopes anthropisés comme les jachères. Elle est principalement présente au sud-est des Pyrénées, en Espagne, et rare au nord, en France, alors que la sous-espèce nominale, jacquinii, est absente d'Espagne.
Cependant, selon Philippe Jauzein de l'INRA, le rang de sous-espèce est surévalué car la morphologie distinctive de litigiosa n'est reliée à aucun autre caractère. Il pourrait s'agir d'hybridations avec l'espèce proche Reseda phyteuma. L'INPN (20 octobre 2023) ne reconnaît par ailleurs aucune sous-espèce et place Reseda jacquinii subsp. litigiosa en synonyme de Reseda jacquinii.

## Taxonomie

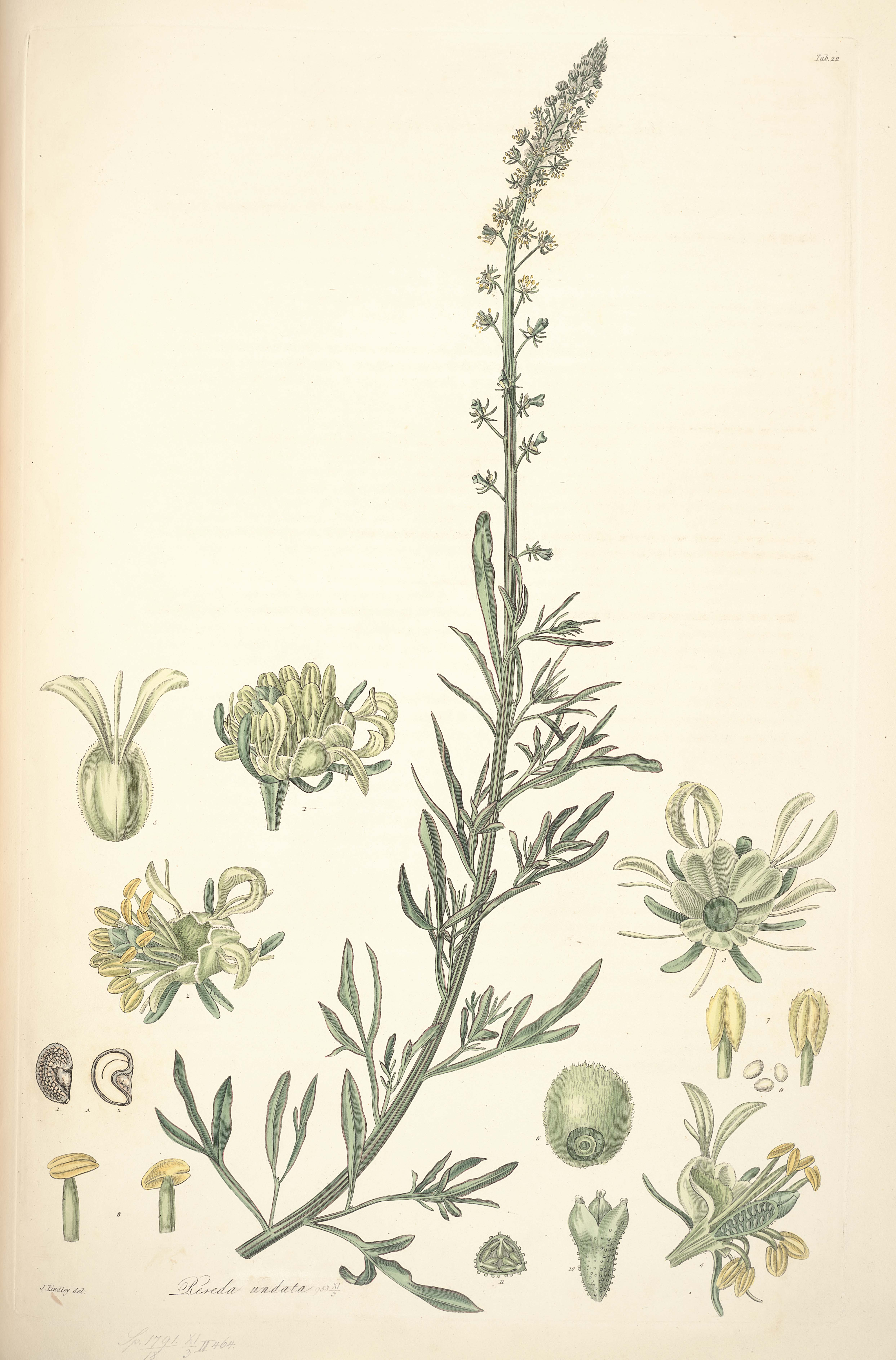
Reseda jacquinii, illustration botanique de John Lindley (1821).

Le nom correct complet (avec auteur) de ce taxon est Reseda jacquinii Rchb.. Il est nommé selon la méthode binomiale par le botaniste allemand Heinrich Gottlieb Ludwig Reichenbach en 1838 dans le volume II de ses Icones florae Germanicae et Helveticae. Son épithète spécifique, jacquinii, est un hommage au botaniste néerlandais du XVIIIe siècle Nikolaus Joseph von Jacquin qui a décrit ce taxon en 1786 sous le nom Reseda mediterranea. Ce nom avait déjà été utilisé par Carl von Linné pour désigner une autre espèce décrite depuis la Palestine aujourd'hui nommée Caylusea hexagyna,.

### Nom français
Ce taxon porte en français le nom vulgarisé et normalisé « Réséda de Jacquin, ».

### Synonymie
Reseda jacquinii a pour synonymes :
- Reseda alba St.-Amans[7]
- Reseda jacquinii Rchb., 1824 var. jacquinii[11],[7]
- Reseda jacquinii subsp. litigiosa (Sennen & Pau) Abdallah & de Wit, 1978[11]
- Reseda litigiosa Sennen & Pau, 1905[11]
- Reseda mediterranea Jacq., 1786[10],[11],[7]
- Reseda phyteuma subsp. jacquinii (Rchb.) O.Bolòs & Vigo, 1974[10],[11]
- Reseda phyteuma var. litigiosa (Sennen & Pau) O.Bolòs & Vigo, 1974[11]

## Protection
Reseda jacquinii est classée sous le statut « préoccupation mineure » par la Liste rouge de l'UICN. Elle est classée en 2013 sous le statut « vulnérable » par la liste rouge de la flore vasculaire de Midi-Pyrénées, ainsi qu'espèce déterminante de l'inventaire ZNIEFF en Midi-Pyrénées, Occitanie, et Languedoc Roussillon.
Cette espèce figure sur la liste régionale des espèces protégées en Rhône-Alpes au titre d'un arrêté de 1990,,,.
La sous-espèce Reseda jacquinii subsp. litigiosa est protégée sur l'ensemble du territoire espagnol sous le statut vulnérable.
Le Réséda de Jacquin est au cœur du litige qui oppose en 2023 les militants de l'association Les Ami.es de la Bourges au projet immobilier de la Famille missionnaire de Notre-Dame à Saint-Pierre-de-Colombier en Ardèche.